# 田中志典
田中 志典（たなか ゆきのり、1958年10月10日 - ）は、日本の政治家。元愛知県犬山市長（2期）、元愛知県議会議員（3期）。

## 来歴
愛知県出身。1983年（昭和58年）3月、日本大学経済学部経済学科卒業。叔父が海部俊樹の後援会役員だった縁で、海部のもとを訪れスタッフ入りを直談判。大学を卒業した年に海部の地元私設秘書となる。海部は1989年（平成元年）8月に総理大臣に就任した。
1995年（平成7年）4月の犬山市長選挙に立候補するため、自民党愛知県議会議員の石田芳弘は同年同月の県議選に不出馬。石田がぬけたあとを狙い、田中は海部の秘書を退職。自民党の推薦を受けて無所属で立候補。公明党推薦の元市議の熊沢宏信、日本共産党公認の元市議の岡村鶴代らを破り初当選した。
1999年（平成11年）の県議選は自民党公認で立候補し再選。2003年（平成15年）、3期目の当選を果たす。
2006年（平成18年）11月20日、犬山市長の石田が翌年2月実施の愛知県知事選挙に出馬するために辞職。これに伴って同年12月17日に行われた犬山市長選挙に無所属で出馬。前市議の山田拓郎、前市議のビアンキ・アンソニーら7人の候補を破り、初当選した。
※当日有権者数：58,922人 最終投票率：56.72%（前回比：－7.91pts）
| 候補者名             | 年齢 | 所属党派 | 新旧別 | 得票数   | 得票率 | 推薦・支持 |
| -------------------- | ---- | -------- | ------ | -------- | ------ | ---------- |
| 田中志典             | 48   | 無所属   | 新     | 13,068票 | 39.61% |            |
| 山田拓郎             | 33   | 無所属   | 新     | 5,132票  | 15.56% |            |
| ビアンキ・アンソニー | 48   | 無所属   | 新     | 4,837票  | 14.66% |            |
| 坂部太一             | 35   | 無所属   | 新     | 4,275票  | 12.96% |            |
| 村田恵子             | 65   | 無所属   | 新     | 2,111票  | 6.40%  |            |
| 前田英男             | 53   | 無所属   | 新     | 2,081票  | 6.31%  |            |
| 川村佳代子           | 64   | 無所属   | 新     | 1,208票  | 3.66%  |            |
| 稲垣岩男             | 63   | 無所属   | 新     | 279票    | 0.84%  |            |

2010年（平成22年）、元助役で犬山市社会福祉協議会長の渡邊昭美を破り再選。
※当日有権者数：人 最終投票率：50.82%（前回比：－5.9pts）
| 候補者名 | 年齢 | 所属党派 | 新旧別 | 得票数   | 得票率 | 推薦・支持 |
| -------- | ---- | -------- | ------ | -------- | ------ | ---------- |
| 田中志典 | 52   | 無所属   | 現     | 17,194票 | 57.32% |            |
| 渡邊昭美 | 66   | 無所属   | 新     | 12,804票 | 42.68% |            |

2014年（平成26年）、前述の山田拓郎との一騎打ちに敗れ落選。
※当日有権者数：58,941人 最終投票率：54.13%（前回比：＋3.31pts）
| 候補者名 | 年齢 | 所属党派 | 新旧別 | 得票数   | 得票率 | 推薦・支持 |
| -------- | ---- | -------- | ------ | -------- | ------ | ---------- |
| 山田拓郎 | 41   | 無所属   | 新     | 16,970票 | 53.81% |            |
| 田中志典 | 56   | 無所属   | 現     | 14,564票 | 46.19% |            |

2018年（平成30年）、市長選に挑むも2度目の落選。
※当日有権者数：60,183人 最終投票率：49.63%（前回比：－4.50pts）
| 候補者名 | 年齢 | 所属党派 | 新旧別 | 得票数   | 得票率 | 推薦・支持 |
| -------- | ---- | -------- | ------ | -------- | ------ | ---------- |
| 山田拓郎 | 45   | 無所属   | 新     | 20,471票 | 69.14% |            |
| 田中志典 | 60   | 無所属   | 元     | 9,136票  | 30.86% |            |

2022年（令和4年）、市長選に挑むも3度目の落選。
※当日有権者数：59,386人 最終投票率：47.66%（前回比：－1.97pts）
| 候補者名 | 年齢 | 所属党派 | 新旧別 | 得票数   | 得票率 | 推薦・支持 |
| -------- | ---- | -------- | ------ | -------- | ------ | ---------- |
| 原欣伸   | 54   | 無所属   | 新     | 17,675票 | 63.09% |            |
| 丸山幸治 | 44   | 無所属   | 新     | 5,291票  | 18.89% |            |
| 田中志典 | 64   | 無所属   | 元     | 5,047票  | 18.02% |            |